# Eualus stoneyi
Eualus stoneyi är en kräftdjursart som först beskrevs av Rathbun 1902.  Eualus stoneyi ingår i släktet Eualus och familjen Hippolytidae. Inga underarter finns listade i Catalogue of Life.